# Televizní Silvestr
Velká část televizních stanic na konci roku na silvestrovské oslavy vysílá zábavné estrády, tj. komponované a zpravidla moderované pásmo scének, písní apod.
V Československu byla tato každoroční záležitost doménou tehdy jediné, státní Československé televize. Po společenských změnách, které přinesl rok 1989, byla koncepce silvestrovských televizních estrád opuštěna a nahrazena bloky zábavných pořadů. Až po několika letech se k ní vrátila TV Nova, ale i ta tento model časem opustila. Televizní silvestry od roku 2009 znovu vysílá i Česká televize.

## Silvestry Československé televize

### Počátky silvestrovské televizní zábavy
Již první silvestrovské vysílání Československé televize v roce 1953 mělo zábavný charakter; konec vysílání přesahoval půlnoc, což bylo v té době neobvyklé. Večerní vysílání, zahájené ve 21 hodin, tvořily tři hodinové bloky (první dva tvořily filmové sestřihy) se dvěma půlhodinovými hudebními předěly. Vrcholný byl třetí blok, kde vystoupili populární umělci té doby Oldřich Nový, Eman Fiala, Miroslav Horníček, Josef Hlinomaz, František Filipovský, Jiří Štuchal, Jaroslav Marvan, Vlasta Burian, Stella Zázvorková, Jan Werich a další.
V roce 1954 slibovala televize pro silvestrovský program např. neurčitě „veselé scénky“, známé umělce a konkrétně jmenovala loutky Josefa Skupy. Podobně neurčitě byli diváci tiskem informováni o večerním programu roku 1955, který probíhal od 21 do 01 hodin. V roce 1956 se mezi písničkami a filmy objevil tehdy populární soutěžní pořad Hádej, hádej, hadači, který uváděl Jan Pixa. Novoroční přípitek pronesl František Smolík. Následujícího roku se večerní pořad jmenoval Silvestrovský kolotoč a divákům připil Jaroslav Průcha, v roce 1958 změnil pořad název na Velká silvestrovská revue.

### Od roku 1959 do roku 1988
Roku 1959 byla ale odvysílána velká zábavní revue „Název oznámíme dodatečně“, pro kterou napsal scénář Vladimír Dvořák a také ji spolu s Jiřinou Bohdalovou uváděl. Protože revue byla velmi úspěšná, objednalo si vedení ČST u Dvořáka scénář pro Silvestr 1960 – a tím na televizních obrazovkách na mnoho let zakotvil jak Dvořák coby scenárista, tak tato moderátorská dvojice. Silvestry v té době byly vysílány živě v posledních devadesáti minutách starého roku a protože se nikdy nepodařilo dodržet stopáž, museli Dvořák s Bohdalovou vynechávat velké části vlastního průvodního textu.
- Silvestr 1960 – Sedm přípitků: v průběhu pořadu se na jevišti vystřídalo sedm „náhodně“ vybraných respondentů, kteří připíjeli národům Československa. Mezi nimi byly také herečka Jana Brejchová a krasobruslařka Jindra Kramperová. Režie Jiří Nesvadba.[5]
- Silvestr 1961 – Estráda pro Venuši: humorná sci-fi, inspirovaná prvním letem člověka do vesmíru. Režie Jiří Nesvadba.[5]
- Silvestr 1962 – silvestrovský pořad o délce 4,5 hodin[6]
- Silvestr 1963 – Elixír dobré nálady: stylizováno do podoby chemické laboratoře s Bohdalovou a Dvořákem jako laboranty. Natáčelo se v novém sídle ČST v bývalé Plodinové burze na Senovážném náměstí, pro stísněnost byli diváci v jiné místnosti než účinkující a estrádu sledovali na obrazovkách, což se pak stalo terčem kritiky.[5]
- Silvestr 1964 – Zavinila to televize: režie Ivo Paukert[7]
- Silvestr 1965 – Co s načatým večerem?: režie Ivo Paukert[8]
- Silvestr 1966 – I.Silvestrovská klinika: režie Ivo Paukert[5]. Na slovenském okruhu byl uveden Silvester 1966 (Silvestr na Dunaji), režie Jaromír Vašta.
- Silvestr 1967 – S našinci kolem Evropy: Bohdalová s Dvořákem cestují po evropských státech (od SSSR přes Francii po Itálii) a ukazují divákům tamní specifika v porovnání s československými zvyklostmi a postoji. Režie Ivo Paukert.[5]

Rok 1966 byl patrně prvním silvestrovským pořadem ČST, který se dochoval na audiovizuálním záznamu. Zároveň byl posledním, kdy se estráda vysílala v přímém přenosu. Z režijních, organizačních a technických důvodů se v dalších letech estrády většinou předtáčely v říjnu či listopadu, zpravidla dva dny za sebou, a poté teprve stříhaly a mixovaly například různé pohledy kamer.
- Silvestr 1968 – Ve dvou se to lépe táhne: dvouhodinová revue, ve které svá přání vyslovují populární páry, byla natáčena úmyslně v téže hale ČKD, kde se v srpnu 1968 konal reformní, protiokupační a později anulovaný XIV. sjezd KSČ. Režie Ivo Paukert.[5][9]
- Silvestr 1969 – Silvestr podle Vás (aneb letos máme něco extra – čtyři svatby na Silvestra). Průvodci večera – Jiřina Bohdalová a Vladimír Dvořák. Režie Ivo Paukert[10] Součástí večera i premiéra frašky sepsané Gustavem Oplustilem – Blázinec v prvním poschodí s Ivou Janžurovou, Milošem Kopeckým, Lubomírem Lipským a Vlastimilem Brodským v hlavních rolích. Režie Zdeněk Podskalský. Pořad se nedochoval.
- Silvestr 1970 – Rendez-vous pri Dunaji: natáčeno v Bratislavě, režie Ján Roháč[5] Průvodci večera – Jiřina Bohdalová a Vladimír Dvořák
- Silvestr 1971 – Pestrý silvestrovský večer 1971: revui o rekordní délce 5,5 h[11] konferovali Eduard Hrubeš a Pavel Landovský. Hlavní program má jen 75 min. V rámci večera byly dále uvedeny TV filmy Silvestrovské kousky Františka Housky, Moderní byt, Kam slunce nechodí, Lásky Emanuela Přibyla a silvestrovský díl cyklu Kabinet.
- Silvestr 1972 – Silvestr budiž pestr aneb Do půlnoci mnoho času nezbývá[12]
- Silvestr 1973 – Vydržte až do půlnoci: téměř dvouhodinová silvestrovská revue[13], kterou provázeli Josef Kobr a Oldo Hlaváček[14]
- Silvestr 1974 – Silvestr je za dveřmi: dvouapůlhodinovou revui uváděla trojice semaforských komiků Miloslav Šimek, Luděk Sobota a Petr Nárožný[15]
- Silvestr 1975 – Silvestr na Silvestru: estrádu, natočenou v Hornickém domu kultury a techniky Sokolov coby fiktivním dolu Silvestr a věnovanou končícímu Roku ženy, uváděly Alžbeta Štrkulová, Jiřina Bohdalová, Iva Janžurová a Josef Dvořák.[16] Tento pořad byl poprvé v historii ČST natočený a odvysílaný jako zcela barevný.
- Silvestr 1976 – Silvestrojek MAX-13 aneb Co kdo umí (hlavní program pod názvem Silvestroj 76) pořad s přenosem střídavě ze Strakonic a Prahy uváděl Josef Dvořák[17]
- Silvestr 1977 – Silvestr na přání aneb Čí jsou hory Kavčí: první velkolepá tříhodinová revue, kterou uváděl Vladimír Menšík, byla unikátní tím, že se do velkého ateliéru FS Barrandov mezi sebe rozesadili běžní diváci, zpěváci, herci, moderátoři apod. Každý, koho Menšík oslovil, měl právo vyslovit své přání a někdo jiný mu ho splnil. Režie Ján Roháč.
- Silvestr 1978 – Silvestr hravý a dravý: v pořadí druhá velkolepá tříhodinová revue, kterou uváděl Vladimír Menšík, se příliš nelišila od revue 1977. Režie Ján Roháč.
- Silvestr 1979 – Hrajeme si jako děti: třetí tříhodinová revue, kterou uváděli Vladimír Menšík (jejž už údajně museli velmi přemlouvat) a Božidara Turzonovová, byla zaměřena jako vyvrcholení Roku dítěte. Režie Ján Roháč.
- Silvestr 1980 – Pojďte s námi na tah: dvouhodinová revue[18], kterou moderovali Jiří Lábus a Oldřich Kaiser.
- Silvestr 1981 – To by nikdo nečekal: pětihodinový pořad byl součástí celodenního komponovaného vysílání z (toho roku otevřeného) Paláce kultury, kdy se v jednotlivých časech střídaly záznamy i přímé vysílání z jednotlivých částí areálu, od komorní atmosféry Televizního klubu mladých po hlavní multimediální sál s více než 2,5 tisíci diváků. Hlavními průvodci byli Miloš Kopecký a Ivana Andrlová, některé z vložených záznamů měly vlastní hlasatele.[19] Kuriozitou vysílání bylo používání kreslených vtipů Vladimíra Jiránka pro přepínání mezi jednotlivými prostředími.
- Silvestr 1982 – večerní úvod po 19. hodině zabezpečily Jitka Molavcová a Kamila Magálová jako hlasatelky uvádějící samostatné zábavné pořady (např. Dietlovu parodii Zpěváci na kraji nemocnice), hlavním pořadem pak bylo silvestrovské vydání Televarieté, které tradičně uváděli Jiřina Bohdalová a Vladimír Dvořák. Režie Pavel Háša.[20]
- Silvestr 1983 – opět tematicky rozděleno na dva motivy: nejprve dvouhodinový střihový pořad Silvestrovské televizní muzeum věnovaný 30 letům vysílání ČST, vybrané ukázky ze Silvestrů 1959 až 1982 uváděly Marta Skarlandtová a Ema Tekelyová, poté dvouhodinová revue Den otevřených dveří aneb Čí jsou hory? Kavčí!, která pokračovala ještě i po půlnoci[21]
- Silvestr 1984 – Silvestrovská féerie: dvouhodinová revue[22] natáčená v paláci Lucerna a okolních ulicích, kterou uváděli Jiří Lábus jako „autor“ (narážka na jeho roli v revue Možná přijde i kouzelník), Karel Šíp jako „režisér“ (narážka na jeho roli v pořadu Galasuperšou) a Josef Dvořák jako „konferenciér“, menší moderátorskou roli měl i Jaroslav Uhlíř jako „šatnář a výčepní“.[23]
- Silvestr 1985 – Možná přijde i kouzelník: v pořadí sedmý díl této revue se stal hlavním pořadem ČST, navazoval na něj hudební mix Dlouho hrát budem vám. Režie Zdeněk Podskalský.
- Silvestr 1986 – Silvestrovské Televarieté: opět speciální (více než dvouhodinové) vydání pořadu, které tradičně uváděli Jiřina Bohdalová a Vladimír Dvořák. Režie Pavel Háša.[24]. Pořad byl komponován pro představení zábavné tvorby a komediálních talentů jednotlivých krajských redakcí ČST – Ostravy, Košic, Brna, Bratislavy a nakonec i hlavní pražské redakce.
- Silvestr 1987 – Jedeme dál aneb Ve dvou se to lépe táhne: dvouhodinový silvestrovský speciál tehdejší zábavné revue, která se jinak konala v různých městech ČSSR[25]
- Silvestr 1988 – Jak jsme to neviděli: více než dvouhodinová revue, komponovaná jako předváděčky jednotlivých umělců a jejich čísel před tehdejší kulturněpolitickou „schvalovací komisí“ (Jiří Sovák, Stella Zázvorková, Pavel Zedníček).[26] Velmi odvážné pojetí pořadu v režii Petra Soukupa však po odvysílání sklidilo kritiku ze strany některých úředních a politických kruhů.

### Od roku 1989
- Silvestr 1989 – pod vlivem nepříjemných souvislostí z předchozího Silvestra byl režií tohoto ročníku pověřen Zdeněk Podskalský, který se rozhodl celý pořad vést v tématu mezilidských vztahů, namlouvání, svádění a erotických narážek tak, aby se vystříhal jakékoliv možnosti cenzurního zásahu z politických důvodů. Silvestrovská estráda, kterou uváděli Jan Rosák a Dagmar Veškrnová, pak byla v hrubém sestřihu natočena v polovině listopadu 1989 a v pondělí 20. listopadu měla začít ve střižně práce na finální podobě. Sametová revoluce však už od neděle 19. listopadu začala silně ovlivňovat jak zákulisní, tak vysílací práci ČST. Záznam tak nebyl nikdy finálně zpracován a jeho pracovní verze byla odvysílána v létě 1992 pod názvem Silvestr, který se nevysílal. Skutečným vysíláním na Silvestra 1989 tak bylo studentské Silvestr fórum o délce přes 4 hodiny, které bylo vysílané dispečinkovou formou přímých přenosů z různých míst ČSSR[27].

V roce 1990 a 1991 byly Silvestry bez velkých revuí, poté ČST zanikla převedením na ČT.

## Silvestry České televize
- 1999
  - Kufr Silvestr 1999 (moderátor: Pavel Zedníček, účinkující: Michaela Kuklová, Gabriela Osvaldová, František Ringo Čech, Miroslav Moravec, Pavel Nový, Oldřich Navrátil, Zdeněk Srstka, Aleš Ulm, Miroslav Vladyka, Oldřich Vízner, Jiří Wimmer, Václav Vydra)
  - Šťastný a veselý Donutil (účinkující: Miroslav Donutil)
  - Škoda lásky (přenos ze Staroměstského náměstí do mezinárodního televizního pořadu 2000 Today)
  - Silvestr 1999 aneb Paráda z Kavčích hor (moderátor: Martin Dejdar, režie: František Polák)
- 2000 
  - Banánové chybičky (moderátor: Halina Pawlowská),
  - Na palmě! (moderátoři: Zdeněk Izer a Marek Dobrodinský),
  - Možná přijde i kouzelník aneb Setkání po letech (účinkující: Oldřich Kaiser, Jiří Lábus, Jiří Korn, Jaroslava Hanušová, Jiří Wimmer, Karel Černoch, Ivan Mládek, režie: František Polák)
- 2001
  - Po kolenou za Helenou (moderátorka: Helena Vondráčková, režie: Petr Soukup),
  - Silvestrovská omeleta (moderátoři: Chantal Poullain a Jan Kraus, účinkující Viktor Preiss, Eva Holubová, David Vávra, Oldřich Vízner, režie: Václav Křístek,
  - Silvestrovský večírek Zeměkoule (moderátoři: Oldřich Kaiser a Jiří Lábus, režie: Petr Soukup),
  - Na Palmě! (moderátoři: Zdeněk Izer a Marek Dobrodinský, režie: Antonín Vomáčka),
  - Zbývá krok (účinkující: Vladimír Hron, Zuzana Norisová, Zbyněk Fric, Roman Vojtek, Daniela Šinkorová, Šárka Marková, režie: František Polák)
- 2002
  - Kufr – Silvestr 2002 (moderátoři: Pavel Zedníček a Aleš Ulm, účinkující: Milan Šteindler, Michael Kocáb, Valérie Zawadská, Monika Kobrová, Alena Zárybnická, Petr Janda, Lubomír Brabec, Věra Martinová),
  - Na kus řeči (moderátor: Miroslav Donutil, režie: Ivo Paukert),
  - Silvestr 2002 (moderátoři: Jiřina Bohdalová a Vladimír Hron, účinkující: Karel Gott, Helena Vondráčková, Jitka Zelenková, Jiří Lábus, Oldřich Kaiser, Eva Urbanová, Karel Šíp, Jaroslav Uhlíř, Peter Dvorský, Daniel Hůlka, Halina Pawlowská, Lucie Bílá, Lucie Vondráčková, Martin Dejdar, Zdeněk Izer, Milan Šteindler, David Vávra, Josef Alois Náhlovský, Josef Mladý, Petr Čtvrtníček, Eva Pilarová, Iveta Bartošová, režie: František Polák)
- 2003
  - Na kus řeči (moderátor: Miroslav Donutil, režie: Ivo Paukert),
  - Hodina pravdy (moderátor: Petr Svoboda, účinkující: Jan Přeučil, Ladislav Frej),
  - Manéž Bolka Polívky (moderátor: Bolek Polívka, účinkující: Jiřina Bohdalová, Jiří Korn, Karel Šíp, Jaroslav Uhlíř, Lucie Bílá, Marek Eben, Miroslav Donutil, Michal Nesvadba, Martin Dejdar, Pavel Zedníček, Pavel Liška, Tomáš Matonoha, Arnošt Goldflam, Michael Kocáb, Jiří Schmitzer, Jiří Pecha, režie: Rudolf Chudoba)
- 2004
  - Ještě jednou Kufr (moderátoři: Pavel Zedníček a Aleš Ulm, účinkující: Veronika Freimanová, Zdeněk Žák, Josef Dvořák, Aleš Říha, Barbora Seidlová, Miroslav Táborský, Klára Apolenářová, Marcela Augustová, Iveta Toušlová, Alena Zárybnická, Vladimír Hron, Daniela Šinkorová, režie: Antonín Rezek),
  - Tak mi teda řekněte (účinkující: Felix Holzmann, Lubomír Lipský, Jiří Bruder, Karel Gott, Karel Šíp, Jaroslav Uhlíř, Eva Pilarová, Josef Abrhám, Miloš Kopecký, Petr Nárožný, Jiří Korn, Yvetta Simonová, Helena Vondráčková, Milan Chladil),
  - Silvestrovské Bolkoviny (moderátor: Bolek Polívka, účinkující: Jiřina Bohdalová, Jiří Bartoška, Ondřej Havelka, režie: Rudolf Chudoba),
  - Tak se ukaž, Silvestře (účinkující: Vladimír Menšík, Jiřina Bohdalová, Vladimír Dvořák, Luděk Sobota, Miloslav Šimek, Petr Nárožný, Oldřich Kaiser, Jiří Lábus)
- 2005
  - Za oponou s Jiřinou (moderátorka: Jiřina Bohdalová, účinkující: Karel Šíp, Jaroslav Uhlíř, Karel Gott, Jiřina Jirásková, Iva Janžurová, režie: Viktor Polesný)
  - Nezničitelný Vladimír Menšík (účinkující: Vladimír Menšík, Jiřina Bohdalová, Karel Augusta, Jiří Lábus, Lubomír Kostelka)
  - Uvolňujte se, prosím (moderátor: Jan Kraus, účinkující: Ivan Mládek, Petr Jablonský, Luděk Sobota, Jiří Suchý, Pavel Liška, Tomáš Matonoha, Václav Vydra, David Kraus, Aleš Háma, Jakub Wehrenberg, Daniel Nekonečný, režie: Vojtěch Nouzák)
- 2006
  - Miroslav Donutil opět v Lucerně (moderátor: Miroslav Donutil, režie: František Polák)
  - Silvestrovské Banánové rybičky aneb co v Rybičkách bylo a nebylo (moderátoři: Halina Pawlowská a Ivo Šmoldas, hosté: Lucie Bílá, Karel Gott, Dagmar Havlová, Štefan Margita, Jan Saudek, režie: Karel Czaban)
  - Mississippi Queen z Pohořelic (účinkující: Pavel Zedníček,Jaromír Nohavica, Věra Špinarová, Pavel Dobeš, Jiří Sedláček, režie: Roman Motyčka)
  - Silvestr za oponou (moderátor: Karel Šíp, účinkující: Lucie Bílá, Naďa Konvalinková, Josef Alois Náhlovský, Josef Dvořák, Jaroslav Uhlíř, Daniel Nekonečný, Petr Janda, režie: Viktor Polesný)
  - Když hvězdy tančí a zpívají (moderátoři: Jolana Voldánová a Jan Čenský, účinkující: Helena Vondráčková, Hana Zagorová, Petr Kolář, Karel Černoch, Leona Machálková, Lucie Vondráčková, Pavel Vítek, Bohuš Matuš, Petra Janů, Pavel Zedníček, Jitka Čvančarová, Vladimír Hron, režie: Roman Petrenko)
- 2007
  - Všechnopárty 1. část (moderátor: Karel Šíp, hosté: Eva Holubová, Bolek Polívka, Josef Alois Náhlovský, režie: Viktor Polesný)
  - Uvolněte se, prosím (moderátor: Jan Kraus, režie: Vojtěch Nouzák)
  - Silvestr s četníky (účinkující: Miroslav Donutil, Alena Antalová, Zdeněk Junák, Zdena Herfortová, Pavel Zedníček, Naďa Konvalinková, režie: Vojtěch Fatka)
  - Pošta pro tebe (moderátor: Ester Janečková, hosté: Jitka Kocurová, Pavel Liška, Zdeněk Srstka, režie: Igor Chaun)
  - Hvězdy tančí na Silvestra (moderátoři: Marek Eben a Tereza Kostková, účinkující: Mahulena Bočanová, Jolana Voldánová, Monika Žídková, Lenka Filipová, Václav Vydra, Jan Čenský, Michal Dlouhý, Robert Záruba, režie: Roman Petrenko)
  - Všechnopárty 2. část (moderátor: Karel Šíp, hosté: Eva Holubová, Bolek Polívka, Josef Alois Náhlovský, režie: Viktor Polesný)
- 2008
  - Taxík (4× za večer, moderátor: Aleš Háma)
  - Půlhodina pravdy (moderátor: Petr Svoboda, hosté: Bára Štěpánová, Luděk Sobota, Pavel Zedníček)
  - Pošta pro tebe – silvestr (moderátorka: Ester Janečková, režie: Igor Chaun)
  - Silvestrovské osmičky (účinkují: Miroslav Donutil, Oldřich Kaiser, Jiří Lábus, Karel Šíp, Bolek Polívka, režie: Štěpán Kačírek)
  - Komediograf (moderátoři: Pavel Liška, Tomáš Matonoha, Marek Daniel a Josef Polášek, režie: Marek Najbrt)
  - Všechnopárty – Silvestr 2008 (moderátor: Karel Šíp, hosté: Halina Pawlowská, Josef Alois Náhlovský, František Ringo Čech, režie: Viktor Polesný)
- 2009
  - Zázraky přírody (moderátoři: Maroš Kramár a Vladimír Kořen, hosté: Eva Holubová, Jitka Asterová, Josef Alois Náhlovský, Milan Šteindler, režie: Adam Rezek)
  - Silvestr 2009 (česko-slovenská silvestrovská show, moderátoři: Tereza Kostková a Maroš Kramár, účinkující: Karel Gott, Helena Vondráčková, Hana Zagorová, Aneta Langerová, Peter Dvorský, Vladimír Hron, Luděk Sobota, režie: Michael Čech)
- 2010 
  - Zázraky přírody (moderátoři: Maroš Kramár a Vladimír Kořen, hosté: Aleš Háma, Jakub Wehrenberg, Petr Vacek, Martin Dejdar, režie: Adam Rezek)
  - Zas je tady silvestr (moderátor: Václav Postránecký, účinkující: Oldřich Kaiser, Jiří Lábus, Luděk Sobota, Miloslav Šimek, Jiří Krampol, Felix Holzmann, Martin Dejdar, režie: František Polák)
  - Všechnopárty (moderátor: Karel Šíp, hosté: Josef Alois Náhlovský, František Ringo Čech, Jan Budař, režie: Viktor Polesný)
  - Silvestr až do dna aneb s Čmaňou půlnoc nepropásnete (moderátor: Pavel Zedníček, účinkující: Veronika Freimanová, Radoslav Brzobohatý, Otakar Brousek ml., Veronika Žilková, Václav Vydra, Zdeněk Junák, Jaroslava Obermaierová, Roman Vojtek, Martin Trnavský, Martin Písařík, Iva Pazderková, Josef Polášek, režie: Petr Ryšavý)
- 2011
  - Hlavní pořad rozdělen na 4 části (Silvestr 2011 startuje, pokračuje, graduje, Jdeme do finále, každá část trvala cca 20 minut; moderátorka: Tereza Kostková, účinkující: Aleš Háma, Leona Machálková, Jiří Suchý, Jitka Molavcová, Ondřej Brzobohatý, Ondřej Brousek, Miroslav Žbirka, Monika Absolonová, režie: Michael Čech

další pořady:
- - Zázraky přírody (moderátoři: Maroš Kramár a Vladimír Kořen, hosté: Ivo Šmoldas, Zdeněk Izer, Josef Alois Náhlovský, Josef Mladý, režie: Adam Rezek)
  - Všechnopárty (moderátor: Karel Šíp, hosté: Karel Gott, František Ringo Čech, Libor Vojkůvka, režie: Viktor Polesný)
  - Do roka a do dna (moderátoři: Jana Paulová a Pavel Zedníček, hosté: Martin Dejdar, Zdena Herfortová, Ota Jirák, Bohumil Klepl, Tomáš Matonoha, Dana Morávková, Bára Štěpánová, Valérie Zawadská, režie: Petr Ryšavý)
- 2012
  - Zázraky přírody (moderátoři: Maroš Kramár a Vladimír Kořen, hosté: Aleš Háma, Jakub Wehrenberg, Bohumil Klepl, Štěpán Mareš, režie: Adam Rezek)
  - Večer plný hvězd (moderátorka: Tereza Kostková, účinkující: Miroslav Žbirka, Helena Vondráčková, Ondřej Brzobohatý, Ondřej Brousek, Michal David, režie: Michael Čech)
  - Všechnopárty (moderátor: Karel Šíp, hosté: Josef Fousek, Ivo Šmoldas, Lukáš Pavlásek, režie: Viktor Polesný)
  - Do roka a do dna (moderátoři: Jana Paulová a Pavel Zedníček, hosté: Martin Dejdar, Petr Rychlý, Václav Vydra, Jana Boušková, Petra Černocká, Yvetta Blanarovičová, Josef Alois Náhlovský, Alice Bendová, Josef Carda, Vojtěch Bernatský, režie: Petr Ryšavý)
- 2013
  - Zázraky přírody (moderátoři: Maroš Kramár a Vladimír Kořen, hosté: Miroslav Donutil, Jakub Kohák, Patrik Hezucký, Lucie Šilhánová, režie: Adam Rezek)
  - Všechnopárty (moderátor: Karel Šíp, hosté: Eva Holubová, František Ringo Čech, Petr Jablonský, Roman Skamene, režie: Viktor Polesný)
  - Kouzelný silvestr (česko-slovenská silvestrovská show, moderátoři: Martin Dejdar a Peter Marcin, účinkující: Petr Jablonský, Josef Alois Náhlovský, Miloš Knor, Aleš Háma, Jakub Wehrenberg, Václav Vydra, Veronika Žilková, režie: Peter Ňunéz)
- 2014
  - Zázraky přírody (moderátoři: Maroš Kramár a Vladimír Kořen, hosté: Ewa Farna, Martin Dejdar, Libor Bouček, Petr Vacek, režie: Adam Rezek)
  - Večer plný hvězd (moderátorka: Tereza Kostková, účinkující: Helena Vondráčková, Boris Hybner, Ewa Farna, režie: Michael Čech)
  - Všechnopárty (moderátor: Karel Šíp, hosté: Petr Čtvrtníček, Tomáš Klus, Josef Alois Náhlovský, režie: Viktor Polesný)
  - Do roka a do dna (moderátoři: Pavel Zedníček a Jana Paulová, hosté: Milan Šteindler, Václav Kopta, Petr Rychlý, Bohumil Klepl, Aleš Háma, Josef Alois Náhlovský, Sandra Pogodová, Miluše Bittnerová, Tomáš Matonoha, Lukáš Pavlásek, Roman Vojtek, režie: Petr Ryšavý)
- 2015
  - Zázraky přírody (moderátoři: Maroš Kramár a Vladimír Kořen, hosté: Tereza Kostková, Jitka Schneiderová, Radek Banga, Jan Onder, režie: Adam Rezek)
  - Nezapomenutelné scénky (moderátor: Václav Postránecký, režie: František Polák)
  - Všechnopárty (moderátor: Karel Šíp, hosté: Jiřina Bohdalová, Václav Kopta, Vincent Navrátil, režie: Viktor Polesný)
  - Do roka a do dna (moderátoři: Pavel Zedníček a Jana Paulová, hosté: Jitka Čvančarová, Martin Dejdar, Lukáš Langmajer, Olga Lounová, Pavel Nový, Martin Pisařík, Saša Rašilov, Pavla Tomicová, Radim Uzel, Martin Zounar, režie: Petr Ryšavý)
- 2016
  - Zázraky přírody (moderátoři: Maroš Kramár a Vladimír Kořen, hosté: Helena Vondráčková, Aleš Háma, Otakar Brousek, Zdeněk Izer, režie: Adam Rezek)
  - Silvestrovská Všechnopárty (moderátor: Karel Šíp, hosté: Karel Gott, Jaroslav Uhlíř, Věra Špinarová, Petra Janů, režie: Viktor Polesný)
  - Do roka a do dna (moderátoři: Pavel Zedníček a Jana Paulová, hosté: Monika Absolonová, Richard Genzer, Miroslav Hanuš, Eva Holubová, Vladimír Kratina, Bohumil Klepl, Pavel Nečas, Josef Polášek, David Suchařípa, Valérie Zawadská, režie: Petr Ryšavý)
- 2017
  - Zázraky přírody (moderátoři: Maroš Kramár a Vladimír Kořen, hosté: Jitka Čvančarová, Petr Nárožný, Richard Nedvěd, Petr Rychlý, režie: Adam Rezek)
  - Velká plavba s Waldemarem (moderátor: Martin Dejdar, hosté: Jiří Suchý, Eva Pilarová, Václav Noid Bárta, Monika Absolonová, Jaroslav Satoranský, Jaromír Hanzlík, Ondřej Ruml, Aleš Háma, Pavlína Filipovská, Petra Černocká, Jitka Zelenková, Petr Kolář, Jiří Korn, 4TET, Jitka Zelenohorská, režie: Jakub Wehrenberg)
  - Všechnopárty (moderátor: Karel Šíp, hosté: Jaroslav Dušek, Ivan Trojan, Jiří Mádl, režie: Michael Čech)
  - Do roka a do dna (moderátoři: Pavel Zedníček a Jana Paulová, hosté: Helena Vondráčková, Tereza Kostková, Vanda Hybnerová, Dana Morávková, Roman Šmucler, Jiří Hána, Petr Vondráček, Jan Čenský, Ladislav Županič, Michal Novotný, režie: Petr Ryšavý)
- 2018
  - Zázraky přírody (moderátoři: Maroš Kramár a Vladimír Kořen, hosté: Zlata Adamovská, Jana Švandová, Petr Štěpánek, Václav Vydra, režie: Adam Rezek)
  - Hotel Hvězdář (účinkující: Jan Cina, Berenika Kohoutová, Jiří Korn a 4TET, Lucie Bílá, Václav Noid Bárta, Eva Burešová, Jaromír Nohavica, Ondřej Ruml, Radek Banga, Thom Artway, Debbi, režie: Jakub Wehrenberg)
  - Všechnopárty (moderátor: Karel Šíp, hosté: Václav Kopta, Miroslav Hanuš, Osmany Laffita, režie: Michael Čech)
  - Do roka a do dna (moderátoři: Pavel Zedníček a Jana Paulová, hosté: Peter Nagy, Halina Pawlowská, Ilona Csáková, Sandra Pogodová, Petr Bende, Markéta Konvičková, Václav Svoboda, Aleš Zbořil, Robert Mikluš, režie: Petr Ryšavý)
- 2019
  - Zázraky přírody (moderátoři: Maroš Kramár a Vladimír Kořen, hosté: Veronika Freimanová, Rudolf Hrušínský, Jan Čenský, Libor Bouček, režie: Adam Rezek)
  - Silvestrovská hodina dějepisu (moderátor: Martin Dejdar, účinkující: Oldřich Kaiser, Jiří Lábus, Miroslav Donutil, Petr Čtvrtníček, Milan Šteindler, Jiřina Bohdalová, Vladimír Dvořák, Josef Alois Náhlovský, Ivan Mládek, režie: Jakub Wehrenberg)
  - Všechnopárty (moderátor: Karel Šíp, hosté: Milan Šteindler, Patrik Hartl, Žofie Dařbujánová, režie: Michael Čech)
  - Do roka a do dna (moderátoři: Pavel Zedníček a Jana Paulová, hosté: Monika Absolonová, Vojtěch Bernatský, Petra Černocká, Dana Morávková, Pavel Nečas, Leoš Noha, Ivo Šmoldas, Hamleti, režie: Petr Ryšavý)
- 2020
  - Zázraky přírody (moderátoři: Maroš Kramár a Vladimír Kořen, hosté: Jiřina Bohdalová, Iva Janžurová, Ondřej Brzobohatý, Matěj Ruppert, režie: Adam Rezek
  - Karel Gott – úsměvy nehasnou (moderátorka: Tereza Kostková, režie: Jakub Wehrenberg)
  - Všechnopárty (střihový díl) (moderátor: Karel Šíp, hosté: Ivo Šmoldas, Miroslav Donutil, Jan Jiráň, Miroslav Hanuš, režie: Michael Čech)
  - Do roka a do dna (střihový díl, moderátoři: Pavel Zedníček a Jana Paulová, hosté: Petr Rychlý, Bohumil Klepl, Eva Holubová, Martin Dejdar, Halina Pawlowská, Václav Svoboda, Radim Uzel, Pavla Tomicová, Jan Čenský, a další, režie: Petr Ryšavý)
- 2021
  - Zázraky přírody (moderátoři: Maroš Kramár a Vladimír Kořen, hosté: Halina Pawlowská, Václav Kopta, Ivo Šmoldas, Lukáš Pavlásek, režie: Adam Rezek)
  - Všechnopárty (moderátor: Karel Šíp, hosté: Sandra Pogodová, Miroslav Donutil, Josef Alois Náhlovský, režie: Michael Čech)
  - Největší flám s Jiřinou Bohdalovou (účinkující: Jiřina Bohdalová, Libor Bouček, Marek Eben, Karel Šíp, Lucie Bílá, Jiří Lábus, Oldřich Kaiser, Hana Zagorová, Milan Kňažko, Tomáš Töpfer, 4TET, Jakub Prachař, Ondřej Brzobohatý, Ondřej Brousek, Vojtěch Kotek, Monika Absolonová, Helena Vondráčková, Dasha, Jitka Zelenková, Markéta Konvičková, 4 Tenoři, Michal David, Michael Kocáb, Olympic, František Ringo Čech, režie: Michael Čech)
- 2022
  - Zázraky přírody (moderátoři: Maroš Kramár a Vladimír Kořen, hosté: Jiří Bartoška, Petra Kvitová, Bohumil Klepl, Jana Švandová, režie: Adam Rezek)
  - Všechnopárty (moderátor: Karel Šíp, hosté: Václav Kopta, Zuzana Bubílková, Pokáč, režie: Michael Čech)
  - Pocta Karlu Gottovi (moderátor: Libor Bouček, účinkující: Lucie Bílá, Marek Ztracený, Monika Absolonová, Ondřej Brzobohatý, Michal David, Václav Noid Bárta, Charlotte Ella Gottová, Richard Krajčo, Jiří Suchý, Hana Zagorová, Josef Zíma a Jiřina Bohdalová)
- 2023
  - Zázraky přírody (moderátoři: Maroš Kramár a Vladimír Kořen, hosté: Miroslav Hanuš, Otakar Brousek, Jakub Kohák, Miloš Knor, režie: Adam Rezek)
  - Všechnopárty (moderátor: Karel Šíp, hosté: Halina Pawlowská, Tomáš Klus, Petr Jablonský, režie: Michael Čech)
  - Silvestr – pořád nás to baví (účinkující: Saskia Burešová, Adéla Gondíková, Richard Genzer, Libuše Švormová, Halina Pawlowská, Ivo Šmoldas, Josef Dvořák, Petra Nesvačilová, Radek Holub, Michal Isteník, Jana Paulová, Pavel Zedníček, režie: Tomáš Bařina)
- 2024
  - Výborná SHOW: talk show Lucie Výborné, téma film Pelíšky, hosté: Jan Hřebejk, Jaroslav Dušek, Kristýna Badinková Nováková
  - Zázraky přírody: Marta Jandová, Pavel Nečas, Aleš Cibulka a Vojtěch Bernatský
  - Všechnopárty: premiérový díl, hosté: Miroslav Donutil, Pokáč a Osmany Laffita
  - Muzikálová noc plná hvězd: vystupují Monika Absolonová, Roman Vojtek, Iva Pazderková, 4 Tenoři, Jan Cina a další

## Silvestry TV Nova
Televize Nova od začátku svého vysílání (4. 2. 1994) na velké estrády příliš nesázela a silvestrovský program vyplňovala filmy či speciálními vydáními běžných pořadů. To se změnilo v roce 1998.
- Silvestry 1998 až 2000 – čtyř-, až šestihodinová show, předtáčená ve velkém ateliéru Ateliéry Barrandov, moderátor Petr Novotný, režie Jiří Adamec. V show účinkovalo plno známých osobností, zpěváků, herců, moderátorů a bavičů.
- Silvestr 2001 - Šestihodinová show, navazující stylem na předchozí tři ročníky. Režie se opět ujal Jiří Adamec. Petr Novotný se taktéž vrátil jako moderátor, ale dostal k sobě spolumoderátory v podobě dvojice Adéla Gondíková a Dalibor Gondík, a k moderátorům se taktéž připojila Bára Štěpánová a Petr Rychlý.
- Silvestr 2002 - Poslední Silvestr, který režíroval Jiří Adamec. Koncepce zůstala stejná jako u předchozích ročníků. Moderování se ujala dvojice Zuzana Bubílková a Miloslav Šimek.
- Silvestr 2003 - Silvestrovské vysílání bylo rozděleno na dva hlavní bloky, první část obstaral dvouhodinový "Božský Silvestr 2003", který sloužil jako pocta Karlu Gottovi. Moderovali Helena Vondráčková a Dara Rolins. V průběhu večera zazněli variace na písně Karla Gotta, které interpretovali například Olympic, Maxim Turbulenc či Ivan Mládek. Dále se objevil samotný Karel Gott v netradičních rolích vypravěče vtipů či jako politický kandidát ve speciálu pořadu Politické harašení. Druhou část večera obstaral hodinový "Božský Silvestr 2003 - Silvestrovský koktejl". Moderoval Petr Martinák. Jako vypravěči vtipů mu sekundovali Václav Tittlebach, Rey Koranteng, Karel Voříšek a Leoš Mareš. Dále vystoupili Hamleti, Black Milk či Jana Fabiánová.
- Velký evropský Silvestr 2004
- Silvestr 2005
- Silvestr 2006 – Mejdan roku z Václaváku: poprvé živě vysílaná show z pražského Václavského náměstí, moderátor Petr Rychlý, režie Jiří Adamec.[28]
- Silvestr 2007 – Mejdan roku z Václaváku 2007
- Silvestr 2008 – Mejdan roku z Václaváku 2008[29]
- Silvestr 2009 – Mejdan roku z obýváku[30]
- Silvestr 2010 – Mejdan roku z obýváku, režie Stano Sládeček[31]
- V roce 2011 na Nově Silvestr nebyl — místo toho se vysílal film Ženy v pokušení
- SuperStar Silvestr 2012
- To nejlepší ze Slavíku 2012
- To nejlepší od Davida 2012
- Silvestr 2013 – typická silvestrovská show. V pořadu účinkoval mnoho zpěváků, herců, bavičů a moderátorů. Oficiálními moderátory bylo Rey Koranteng a Lucie Borhyová.
- Chart show silvestr 2014 – tento silvestrovský speciál pořadu Chart Show je založen na sestavení žebříčku 20 nejlepších českých písních v historii. Interpreti těchto písní je zpívají, mimo hudbu je také hodnotila speciální porota a diváci hlasovali. Moderovala Adéla Banášová.
- SuperStar – Příběh hvězdy 2015 – speciální silvestrovské vydání show s tematikou Superstar. Pořadem prováděl Martin Rausch.
- Bláznivá noc 2015 – pro změnu nasazen velký koncert Michala Davida v O2 aréně.
- Silvestr 2016 – Tvoje tvář má známý hlas – to nejlepší! – speciální silvestrovské vydání úspěšně show Tvoje tvář má známý hlas. Celou show moderoval Ondřej Sokol.
- Silvestr 2017 – Tvoje tvář má známý hlas – to nejlepší! – stejný formát jako u předchozího Silvestru. Moderoval Ondřej Sokol.
- Silvestr 2018 – Tvoje tvář má známý hlas – Silvestr z karavanů – speciální silvestrovské zpracování show Tvoje tvář má známý hlas. Moderátoři Ondřej Sokol a Aleš Háma připomínají nejoblíbenější vystoupení této show, přidávají scénky a vtipy.
- Silvestr 2019 – Tvoje tvář má známý hlas – Silvestrovský trhák – tento silvestrovský speciál je dělaný formou žebříčku nejlepších vystoupení show Tvoje tvář má známý hlas. Kromě žebříčku vystoupení se specialem prolínají i zábavné scénky Ondřeje Sokola a Jakuba Koháka. Moderoval Ondřej Sokol.
- Silvestr 2020 – Tvoje tvář má známý hlas – Silvestr 2020 – moderátoři: Ondřej Sokol, Aleš Háma a Eva Burešová
- Silvestr 2021 – Tvoje tvář má známý hlas – Utržení ze řetězu – moderátoři: Ondřej Sokol a Aleš Háma
- Silvestr 2022 – Tvoje tvář má známý hlas – Velký silvestrovský případ – účinkující: Ondřej Sokol, Aleš Háma, Lucie Borhyová, Rey Koranteng, Dalibor Gondík)
- Silvestr 2023:
  - Na lovu: Silvestrovský speciál (moderátoři: Ondřej Sokol a Aleš Háma, účinkující: Vojtěch Dyk, Leoš Mareš, Monika Absolonová, Osmany Laffita)
  - Tvoje tvář má známý hlas: Noc plná hvězd (moderátoři: Ondřej Sokol a Aleš Háma, účinkující: Monika Absolonová, Leoš Mareš, Tereza Kostková, Karel Šíp, Jiřina Bohdalová)
- Silvestr 2024
  - Na lovu: Silvestrovský speciál: charitativní speciál pořadu Na lovu, moderátor: Ondřej Sokol hosté: Marek Taclík, Petr Švancara, Eva Burešová a zlatý olympionik Josef Dostál.
  - Možné je všechno!: hosté: Ondřej Sokol, Martin Dejdar, Eva Burešová, Jitka Čvančarová, Jiří Mádl, Štěpánka Fingerhutová, Martin Pechlát a Marek Němec!

## Silvestry TV Prima
Oproti konkurenci silvestrovské programy na TV Prima nevyplňovaly žádné čtyřhodinové a vícehodinové estrády (kromě roku 2011). TV Prima se na Silvestra postarala většinou o vytvoření speciálů na její známé pořady:
- do roku 2008 – Nikdo není dokonalý – silvestrovský speciál (vytvořeno v roce 2005), Tak to byl fičák – silvestrovský speciál reality show VyVolení I (2005)
- 2008 – TOP STAR Magazín – Dvojitý silvestrovský speciál s Mahulenou Bočanovou, Hádej, kdo jsem! – Sestřih toho nejlepšího za celý rok v Hádej kdo jsem!
- 2009 – Hádej, kdo jsem! – Silvestrovský speciál, Zpravodajské přešlapy aneb když se dílo nedaří – přebrepty a trapasy
- 2010 – VIP zprávy – sestřih přebreptů a trapasů, Show Jana Krause, Česko Slovensko má Silvestra I
- 2011 – Silvestrovské vipky i pipky, Silvestr na pláži – Live show z aquaparku v pražských Čestlicích, Česko Slovensko má Silvestra 2 (rozdělen do dvou částí), Partička
- 2012 – VIP zprávy, Nikdo není dokonalý 500, Partička 2, Česko Slovensko má Silvestra 3
- 2013 – Silvestrovské eskapády celebrit, Česko Slovensko má Silvestra 4, Partička 3, QI – na vše máme odpověď
- 2014 – Karel Gott 2014, Překvápko, Partička
- 2015 – Silvestrovský Top Star magazín, Partička, Česko Slovensko má silvestra
- 2016 – Show Jana Krause, Český mejdan s Impulsem
- 2017 – Prima Partička – Silvestr 2017, Český mejdan s Impulsem 2017
- 2018 – Prima Partička – Silvestr 2018, Český mejdan s Impulsem 2018
- 2019 – Prima Partička Silvestr, Český mejdan s Impulsem 2019
- 2020 – 7 pádů Honzy Dědka – Silvestr, Silvestrovská partička 2020, Český mejdan s Impulsem
- 2021 – Silvestrovská partička, 7 silvestrovských pádů Honzy Dědka, ČESKO SLOVENSKO MÁ SILVESTRA
- 2022 – Inkognito – Silvestr 2022, Silvestrovských 7 pádů Honzy Dědka, Silvestrovská partička
- 2023 – Inkognito – Silvestr 2023. Silvestrovských 7 pádů Honzy Dědka, Prima Partička Silvestr
- 2024
  - Inkognito - Silvestr 2024.
  - Partička: speciál. Účinkují stálí členové Michal Suchánek, Richard Genzer, Daniel Dangl, Igor Chmela a Michal Novotný a k tomu jejich hosté Tatiana Dyková, Vojtěch Dyk a Lucia Čižinská

## Silvestry TV Barrandov
- 2011 – Jak bude – Silvestr (2 části), Silvestrovský videostop, Prominenti – speciál
- 2012 – Silvestr jak Hron! (moderátor: Vladimír Hron, režie: Markéta Nešlehová)
- 2013 – Velký barrandovský Silvestr (režie: Jakub Wehrenberg)
- 2014 – Barrandovský Silvestr 2014 (režie: Jakub Wehrenberg)
- 2015 – Barrandovský Silvestr 2015 (moderátoři: Kateřina Brožová, Aleš Cibulka, Sandra Pogodová, Štefan Skrúcaný)
- 2016 – Barrandovský Silvestr 2016 (moderátoři: Kateřina Brožová, Aleš Cibulka, Vlasta Korec)
- 2017 – Barrandovský Silvestr 2017 (moderátor: Jaromír Soukup)
- 2018 – Barrandovský silvestr 2018 (moderátor: Jaromír Soukup)
- 2019 – Andre Rieu – Vánoce v Londýně, Barrandovský silvestr 2019 (moderátor: Jaromír Soukup), Barrandovský silvestr aneb Dobrý večer, přátelé (moderátor: Petr Šiška)
- 2020 – Barrandovský silvestr 2020 (moderátor: Jaromír Soukup)
- 2021 – Silvestrovský týden podle Jaromíra Soukupa (moderátor: Jaromír Soukup), Silvestrovský VIP svět (moderátor: Jaromír Soukup), Barrandovský Silvestr 2021 – Křížem krážem muzikálem
- 2022 – Týden podle Jaromíra Soukupa: Speciál (moderátor: Jaromír Soukup), VIP Silvestr 2022
- 2023 – Silvestrovské Nebezpečné vztahy s Honzou Musilem, Silvestrovský koncert na Barrandově
- 2024
  - Sejdeme se na Cibulce - premiérové vydání, moderátor Aleš Cibulka
  - Hvězdná 7 - silvestrovský speciál, moderátor: Vlasta Korec

## Silvestry Šlágr TV
Stanice Šlágr TV začala vysílat v roce 2012 jak pro české, tak i slovenské diváky. Silvestrovská vysílání zařazuje od roku 2013. Stanice se od začátku profiluje jako hudební TV, zaměřující se na starší publikum a fanoušky dechové hudby. V silvestrovských pořadech se snaží námětem navázat na velká kabaretní vystoupení z období První republiky, či velkých silvestrovských show z minulých desetiletí. Na mnohé Silvestrovské revue byly k dostání vstupenky a nebyly tak natáčeny před komparzem. 
- 2013 - "Silvestr 2013 - Silvestrovské ŠLÁGR varieté" - Moderátor Petr Šiška uváděl pětihodinovou kabaretní show, kde se střídají umělci z řad zpěváků, bavičů či artistů. Vystoupili například Duo Jamaha či Veselá trojka Pavla Kršky, známí již z běžného vysílání Šlágr TV.
- 2014 - "Silvestrovské Šlágr Varieté 2014" - Moderátor Petr Šiška uváděl šestihodinovou kabaretní show, kde se střídají umělci z řad zpěváků, bavičů či artistů. Vystoupili například Zuzana Bubílková, Dušan Grůň, Marcel Zmožek, Jakub Smolík či Radim Schwab a také mnoho interpretů známých z běžného vysílání Šlágr TV.
- 2015 - "Šlágr Silvestr 2015 v cirkusu Humberto" - Moderátor Petr Šiška uváděl kabaretní show, která průběžně protkala vysílání během silvestra roku 2015. Natáčení probíhalo v reálném cirkuse v Brně a Praze. Vystoupilo mnoho artistů, odkazující na klasická cirkusová čísla a také umělci známí z produkce Šlágr TV - Například Marcel Zmožek, Karel Peterka či Dušan Grůň.
- 2016 - "Šlágr silvestr 2016 Boby centrum a Varieté" - Moderátor Petr Šiška uváděl kabaretní show, která průběžně protkala vysílání během silvestra roku 2015. Natáčení probíhalo v reálném cirkuse v Brně. Vystoupilo mnoho artistů, odkazující na klasická cirkusová čísla a také umělci známí z produkce Šlágr TV - Například Marcel Zmožek, Karel Peterka či Dušan Grůň.
- 2017 - "Šlágr Silvestr 2017" - Moderátor Petr Šiška uváděl několikahodinovou show, natáčenou v rámci pronajatých prostor určených pro umělecká vystoupení. Styl se však stále nezměnil. Vystoupilo mnoho umělců, převážně těch, kteří byli k vidění v rámci běžné produkce TV Šlágr.
- 2018 - "Šlágr Silvestr 2018: Sono Centrum Brno" - Moderátor Petr Šiška uváděl v Brně natáčenou několikahodinovou show, která protkala vysílání TV Šlágr během silvestra roku 2018. Vystoupilo mnoho umělců, převážně těch, kteří jsou k vidění v rámci běžné produkce TV Šlágr. Například Maja Velšicová či Peter Stašák.
- 2019 - "Silvestr 2019 na Šlágr TV" - Moderátor Petr Šiška uváděl několikahodinovou show, natáčenou ve slovenském městě Partizánske, která protkala vysílání během silvestra 2019. Vystoupilo mnoho umělců z běžné produkce Šlágr TV a dále také například Maxíci či NAŽIVO.
- 2020 - Plánovaná revue, natáčená před platícím publikem, byla z organizačních důvodů zrušena. V rámci silvestra tak byli vysílány reprízy starších silvestrovských vydání či pořadů z produkce Šlágr TV.
- 2021 - "MEGA SILVESTR SE ŠLÁGREM" - Moderátor Petr Šiška a umělci z produkce TV Šlágr uváděl sedmihodinovou show, která střídala estrádní výstupy s vypravováním hostů. Během večera se měnilo i prostředí vysílání. Z hudebního pódia se obraz přesouval do restauračního prostředí.
- 2022 - "Šlágr Mega Silvestr 2022" - Moderátor Petr Šiška uváděl několikahodinovou show, natáčenou na zimním stadioně ve městě Most. Vyjma klasických estrádních čísel se tak představilo například i družstvo Krasobruslení Most, Jozef Golonka či Taneční studio Kamily Hlaváčkové. Dále vystoupili umělci z řad produkce Šlágr TV - Například Duo Adamis, Karel Peterka či Jakub Smolík.
- 2023 - "Šlágr Silvestr 2023" - Moderátor Petr Šiška uváděl několikahodinovou show, natáčenou ve slovenském městě Považská Bystrica. Vystupovali umělci z řad produkce Šlágr TV.
- 2024 - "Šlágr Silvest 2024" - Moderátor Karel Peterka provázel celodenním Silvestrovským vysíláním, obsahujícím speciální vydání pořadů z produkce Šlágr TV

## Silvestry TV Relax
Stanice TV Relax odstartovala své vysílání v roce 2012 pod názvem TV Pohoda. V roce 2013 se změnil název na dnešní TV Relax a původně převážně hudební TV začala vyrábět i pořady své vlastní produkce a začala se zaměřovat i na silvestrovská vysílání, kdy první přišlo v roce 2014.
- 2014 – "Silvestr Josefa Aloise Nahlovskeho" – Silvestrovská show TV Relax, kterou provázel Josef Alois Náhlovský, který vypráví pohádky, historky a vtipy. Dále vystoupí skupina Kozí bobky a Petr Šiška s kapelou.
- 2015 – "Josef Alois Náhlovský – Silvestr" – Silvestr podle Josefa Aloise Náhlovského a jeho kapely Kozí bobky.
- 2016 – "Silvestr na Relaxu" – Zábavná silvestrovská férie. Vystoupili Helena Vondráčková, Vašo Patejdl, Standa Hložek a Petr Kotvald. Dále také řada zábavných hostů z pořadů televize Relax.
- 2017 –
- 2018 – "Megasilvestr s Vladimírem Hronem" – Speciální show, kterou uváděl Vladimír Hron s hvězdnými hosty a Megakoncertem rádia Čas. Více než čtyřhodinová kabaretní show, během které vystoupili například David Koller, Ewa Farna, Kully či Anna K.
- 2019 – "To nejlepší z Megakoncertů rádia ČAS" – Výběr toho nejlepšího z proběhlých koncertů rádia ČAS.
- 2020 –
- 2021 – Silvestrovské vydání pořadu Posledni zhasne, který uváděl Vladimír Hron. Jako hosté vystoupili například Petr Jablonský, Linda Finková či Sandra Pogodová.
- 2022 – "To nejlepší z Megakoncertů rádia ČAS" – Výběr toho nejlepšího z proběhlých koncertů rádia ČAS.
- 2023 – "To nejlepší z výročního koncertu rádia ČAS" – Výběr toho nejlepšího z koncertu k výročí 25 let rádia ČAS.
- 2024 – "Megakoncert rádia Čas 2024" – Na pódiu se představili Olga Lounová, rapper Raego, slovenská rocková skupina No Name, zpěvák Michal David, slovenský zpěvák Adam Ďurica a skupina Lunetic.

## Silvestry TV Seznam
TV Seznam spustila své celoplošné TV vysílání v roce 2018. V rámci silvestrovských večerů se zaměřuje převážně na pořady z vlastní produkce, ať už v rámci premiérových speciálů či repríz starších vydání.
- 2018 - Premiéra filmu Kick Ass a silvestrovský speciál pořadu Jak nás vidí svět.
- 2019 - Repríza vybraných dílů seriálů Hasičárna Telecí a Autobazar Monte Karlo z vlastní produkce.
- 2020 - Repríza vybraných dílů seriálu Lajna z vlastní produkce a silvestrovský speciál pořadu Jak nás vidí svět.
- 2021 - Repríza vybraných dílů seriálu Lajna z vlastní produkce.
- 2022 - Silvestrovský speciál pořadu Jukebox Honzy Dědka a reprízy vybraných dílů seriálu Autobazar Monte Karlo z vlastní produkce.
- 2023 - Premiéra filmu Kouzelníci a reprízy vybraných dílů seriálu Autobazar Monte Karlo z vlastní produkce.
- 2024 - Repríza vybraných dílů seriálů Lajna a Autobazar Monte Karlo z vlastní produkce

## Silvestry TV Pětka
TV Pětka vysílala celoplošně mezi roky 2012 a 2013. Za tu dobu tak stihla jedno silvestrovské vysílání.
- 2012 - Jediným speciálním pořadem silvestrovského vysílání byl speciální díl pořadu Buřtcajk, kterým provázel Zdeněk Izer.

## Silvestry A11
- 2023 - "Jediný Silvestr 2023" - V roce 2023 nově vzniklá A11 při svém premiérovém silvestru v roce 2023 nabídla čtyřhodinovou show, kterou moderovala dvojice Zuzana Bubílková a Tomáš Magnusek, který byl zároveň taktéž dramaturgem pořadu. V průběhu večera se u moderátorské dvojice střídalo povícero hostů, mezi nimiž byli například Jiří Krampol, Josef Klíma, Vlasta Korec, Hanka Kynychová, Martin Maxa, Eva Hrušková, Markéta Hrubešová, Josef Melen, Magda Malá, Michal Holán či Natálie Grossová a s moderátory se podělili o své historky či písně.
- 2024 - "Silvestr 2024" - Moderátoři pořadu Dobrý večer s A11 - Josef Melen, Michael Viktořík, Jakub Večeřa, Bára Fišerová a Gabriela Korytová uváděli Silvestrovský pořad na závěr roku 2024.

## Silvestry OK TV
OK TV, česká neplacená komerční celoplošná televizní stanice zaměřená na hudbu, lifestyle a zábavu, zahájila vysílání 16. května 2024; na konec roku zařadila speciální silvestrovský program.
- 2024 – Talkshow Miloše Knora: Moderátor Miloš Knor ve své vlastní talkshow ve Silvestrovském speciálu, hosté Helena Vondráčková, Richard Nedvěd aj.;[38] Andělská noc: Pavel Anděl zpovídal své hudební hosty, kteří zároveň během večera živě zahráli.